# Lucien Choury
Lucien Choury (n. 26 martie 1898, Courbevoie, Seine, Franța – d. 6 mai 1987, Neuilly-sur-Seine, Île-de-France, Franța) a fost un ciclist francez, medaliat olimpic. A participat la o ediție a Jocurilor Olimpice (1924) în care a câștigat o medalie de aur.

## Participări
Lista de mai jos prezintă principalele competiții la care a participat Lucien Choury de-a lungul carierei.
- cyclisme aux Jeux olympiques d'été de 1924 – tandem hommes[*]